# Hugues Delorme
Pour les articles homonymes, voir Delorme.
Georges Thiébost dit Hugues Delorme, né le 10 avril 1868 à Avize et mort le 20 mai 1942 à Paris 8e, est un poète, humoriste, dramaturge et journaliste français.

## Biographie
Né de père normand et de mère champenoise, Hugues Delorme a été élevé à Rouen. Il a fait ses études au lycée de Rouen, et fait ses débuts littéraires dans cette ville. Établi à Paris, à partir de 1896, il est pensionnaire du Carillon et de la Roulotte, participant avec Paul Delmet, Gaston Montoya, Jacques Ferny et Marcel Legay à la création de chansons populaires ou sentimentales chantées notamment dans les cabarets de Montmartre, bien qu’il se soit toujours défendu d’être un chansonnier
Fréquentant les cabarets de Montmartre, il devient alors à la fois poète, humoriste, dramaturge et même comédien. Il est alors surnommé « La Voltige » pour sa grande sveltesse et sa très haute taille. Rédacteur du journal Le Courrier français, il a longtemps soutenu, avec Raoul Ponchon, une sorte de dialogue poétique d’une verve étincelante, dans ses « chroniques rimées » du « Courrier français », prodiges d’adresse métrique et d’improvisation qu’il devait continuer dans le Figaro, le Journal.
Il est également l'auteur de poèmes, de nombreuses saynètes, de comédies et d'opérettes. Il était un des meilleurs disciples disciples de Théodore de Banville.
Il écrivit deux ouvrages consacrés à deux caricaturistes, l'un sur Sem et l'autre sur Carlègle, édités à Paris aux éditions Les Laboratoires Le Brun & Mictasol en 1939.
À l’issue de ses obsèques, à Saint-Charles-de-Monceau, il a été inhumé au Père-Lachaise.

## Jugements
« Hugues Delorme, avec Miguel Zamacois et Raoul Ponchon, est un des rares poètes d'aujourd'hui qui demeurent fidèles aux règles, et jugent qu'un rimeur peut marquer son indépendance autrement qu'en bousculant les règles de la poésie. Il écrit avec beaucoup de soin. Ses rimes sonnent comme un pur métal. Chacun de ces quatrains s'achève par un mot qui porte. Il met en pratique l'admirable enseignement de Montaigne, selon qui la pensée, contrainte par les lois prosodiques, devient plus ferme et plus forte, de même que le souffle, pressé aux fanes étroits du clairon, en jaillit plus sonore. »

— Paul Reboux

« Ce Normand, long comme un jour sans pain, sec comme un échalas, et qui portait la moustache en croc, avait le plus pur accent faubourien. Sa dent était assez dure et quelques-uns de ses propos « vaches » avaient fait fortune sur le boulevard, aux temps lointains du Napolitain et du Julien. »

## Œuvres
- Pierrot Amoureux, 1889.
- Pierrot financier, 1891.
- Le Duel d'Oscar, vaudeville en 1 acte, en collaboration avec Maurice Normand. Rouen, Théâtre français, 29 décembre, 1891.
- La Mort d’Orphée, 1894.
- La Marchande de pommes, 1900.
- Mille regrets ! en collaboration avec avec Francis Gally, 1903.
- La Femme de César Quillardet, musique de Rodolphe Berger, aux Mathurins, 1905.
- L'Homme rouge et la femme verte, avec Armand Numès, 1907.
- Le Maître à aimer, avec Pierre Veber, 1907.
- Zénaïde ou les caprices du destin, 1907.
- Revue de l'Olympia, interprétée par Yvonne Printemps, 1912.
- Et patati et patata, en collaboration avec avec Georges Nanteuil, interprétée par Yvonne Printemps, 1913.
- La Fille de Figaro, avec Maurice Hennequin, musique Xavier Leroux, avec Jane Marnac, 1914.
- Sourires & coups de sabre, poèmes illustrés par Georges d'Ostoya, Paris, Maison de l’Édition, 1915.
- Cinquante poèmes à dire parus depuis le 1er août 1914. Monologue - Préface de Hugues Delorme, Librairie Militaire Berger-Levrault, Paris ; Nancy, 1915.
- et Léon Abric, musique de Schubert, adaptée par Henri Berté (Théâtre Marigny), Chanson d'amour : opérette en 3 actes, Paris, 1921 (lire en ligne sur Gallica).
- 1926 : Divin Mensonge, opérette en 3 actes et 6 tableaux de Joseph Szulc, livret coécrit avec Alex Madis et Pierre Veber.
- Le Temps d'aimer opérette en 3 actes de Henri Duvernois et Pierre Wolff, couplets Hugues Delorme, musique Reynaldo Hahn, Théâtre de la Michodière, 7 novembre 1926, 1926.